# Deutschland IV
Pour les articles homonymes, voir Deutschland.
Le navire Deutschland de 1923, connu comme le Deutschland IV pour le distinguer des autres navires de même nom, était un transatlantique de la compagnie HAPAG. Il fut coulé durant le même raid aérien que le Cap Arcona et le Thielbek du 3 mai 1945.

## Historique
La série des Deutschland avait commencé avec l'Albert Ballin.
Le Deutschland fut lancé le 28 avril 1923. Il effectua sa croisière inaugurale le 27 mars 1924, de Southampton à New York. Il fut remotorisé en 1929 avec une vitesse de croisière réduite à 19 nœuds.
En 1940, il devint un navire-logement pour la Kriegsmarine à Gotenhafen. En 1945, en sept passages, il transporta 70 000 réfugiés de l'Allemagne orientale vers l'ouest dans le cadre de l'opération Hannibal. Il devint ensuite un navire-hôpital.
Le 3 mai 1945, il fut brûlé puis coulé dans la baie de Lübeck au large de Neustadt par la même attaque aérienne britannique qui coula le Cap Arcona et le Thielbek ; ces deux derniers navires avaient été remplis de déportés de 24 nationalités différentes (dont des Français). Des milliers d'entre eux sont morts. Par chance, au moment de l'incendie, aucun n'était à bord du Deutschland et l'équipage eut le temps de fuir.
En 1948, son épave est démontée et déchiquetée.